# Olivier Lambert
Olivier Lambert (ur. 3 maja 1971 w Rennes) – francuski florecista, złoty medalista mistrzostw świata.

## Kariera
W 1990 roku zdobył złoty medal we florecie indywidualnym na mistrzostwach świata juniorów w Denver.
Podczas mistrzostw świata w Kapsztadzie w 1997 roku reprezentanci Francji w składzie: Patrice Lhôtellier, Lionel Plumenail, Franck Boidin i Olivier Lambert zdobyli złoty medal we florecie drużynowym. W rywalizacji indywidualnej zajął tam jedenaste miejsce.
Wystartował na igrzyskach olimpijskich w Barcelonie (1992), gdzie w turnieju drużynowym zajął siódme miejsce. Był to jego jedyny start olimpijski.